# Préfecture de Tokyo
Cet article est consacré à la préfecture historique de Tokyo (avant 1943), pas l'actuelle préfecture métropolitaine de Tokyo (créée en 1943).
La préfecture de Tokyo (東京府, Tōkyō-fu, ou Tōkei-fu) est une ancienne préfecture du Japon, plus précisément une de type 府 (fu, « gouvernement (urbain) »). 

## Histoire
La préfecture a été créée en 1868 sur la base de l'ancien « Domaine géré directement par les magistrats du bourg d'Edo » (江戸の町奉行支配地, Edo-no-Machibugyō shihaichi) ». Elle est dissoute le 1er juillet 1943, fusionnant avec ses municipalités, dont la ville de Tokyo (東京市, Tōkyō-shi), pour former la nouvelle préfecture métropolitaine de Tokyo (東京都, Tōkyō-to).